# Giraudia leucopsis
Giraudia leucopsis är en stekelart som beskrevs av Henry Keith Townes, Jr. 1962. Giraudia leucopsis ingår i släktet Giraudia och familjen brokparasitsteklar. Inga underarter finns listade i Catalogue of Life.